# Tmáň
Tmáň je vesnice, část městyse Zlonice v okrese Kladno ve Středočeském kraji. Nachází se v údolí Zlonického potoka, zhruba tři kilometry východně od Zlonic a sedm kilometrů severovýchodně od Slaného. V roce 2011 zde trvale žilo sto obyvatel. Po severozápadní straně vesnici míjí železniční trať 096 (Roudnice nad Labem – Zlonice); několik set kroků západně od vesnice, na půli cesty k Břešťanům, je situována železniční zastávka Tmáň. Vsí protéká Zlonický potok.

## Historie
První písemná zmínka o vesnici pochází z roku 1382 (in villa Tman).

## Obyvatelstvo
| Rok            | 1869 | 1880 | 1890 | 1900 | 1910 | 1921 | 1930 | 1950 | 1961 | 1970 | 1980 | 1991 | 2001 | 2011 | 2021 |
| -------------- | ---- | ---- | ---- | ---- | ---- | ---- | ---- | ---- | ---- | ---- | ---- | ---- | ---- | ---- | ---- |
| Počet obyvatel | 271  | 281  | 279  | 326  | 271  | 253  | 275  | 215  | 216  | 168  | 121  | 105  | 104  | 100  | 137  |
| Počet domů     | 43   | 43   | 44   | 45   | 46   | 50   | 64   | 66   | 59   | 52   | 38   | 55   | 52   | 53   | 54   |

## Obecní správa
Při sčítání lidu v letech 1850–1879 Tmáň byla osadou obce Břešťany v okrese Slaný. V letech 1880–1979 byla samostatnou obcí, se kterým patřila nejprve do okresu Slaný, ale od roku 1960 v okrese Kladno. Od 1. ledna 1980 je částí městyse Zlonice v okrese Kladno.

## Pamětihodnosti
- Kamenný most přes Zlonický potok se sochou svatého Jana Nepomuckého (kulturní památka ČR)
- Kaplička, na návsi
- Jasan v Tmáni, památný strom, na návsi
- Pomník obětem válek, při budově školy, tamtéž

## Galerie

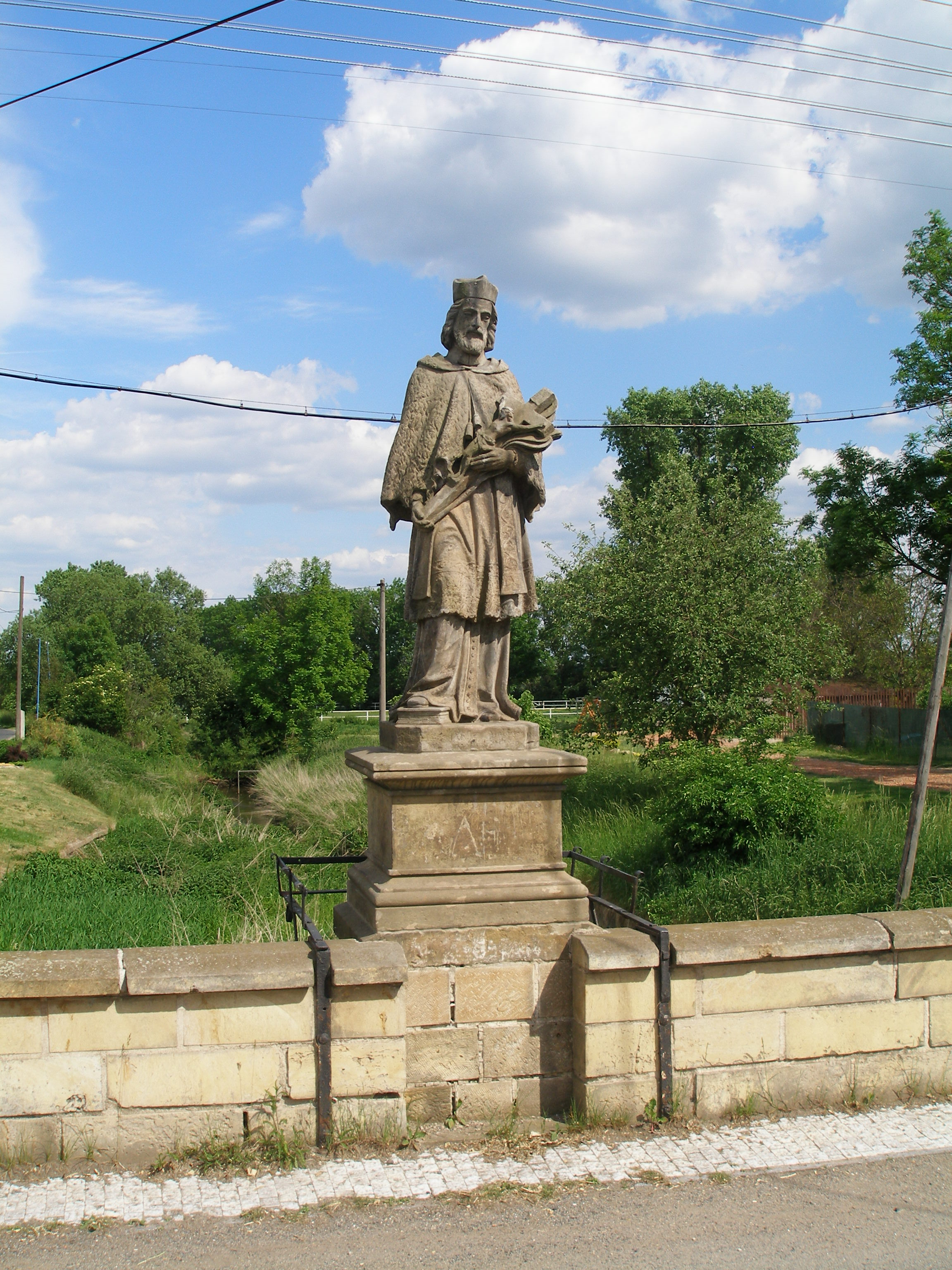
Socha svatého Jana Nepomuckého na mostě
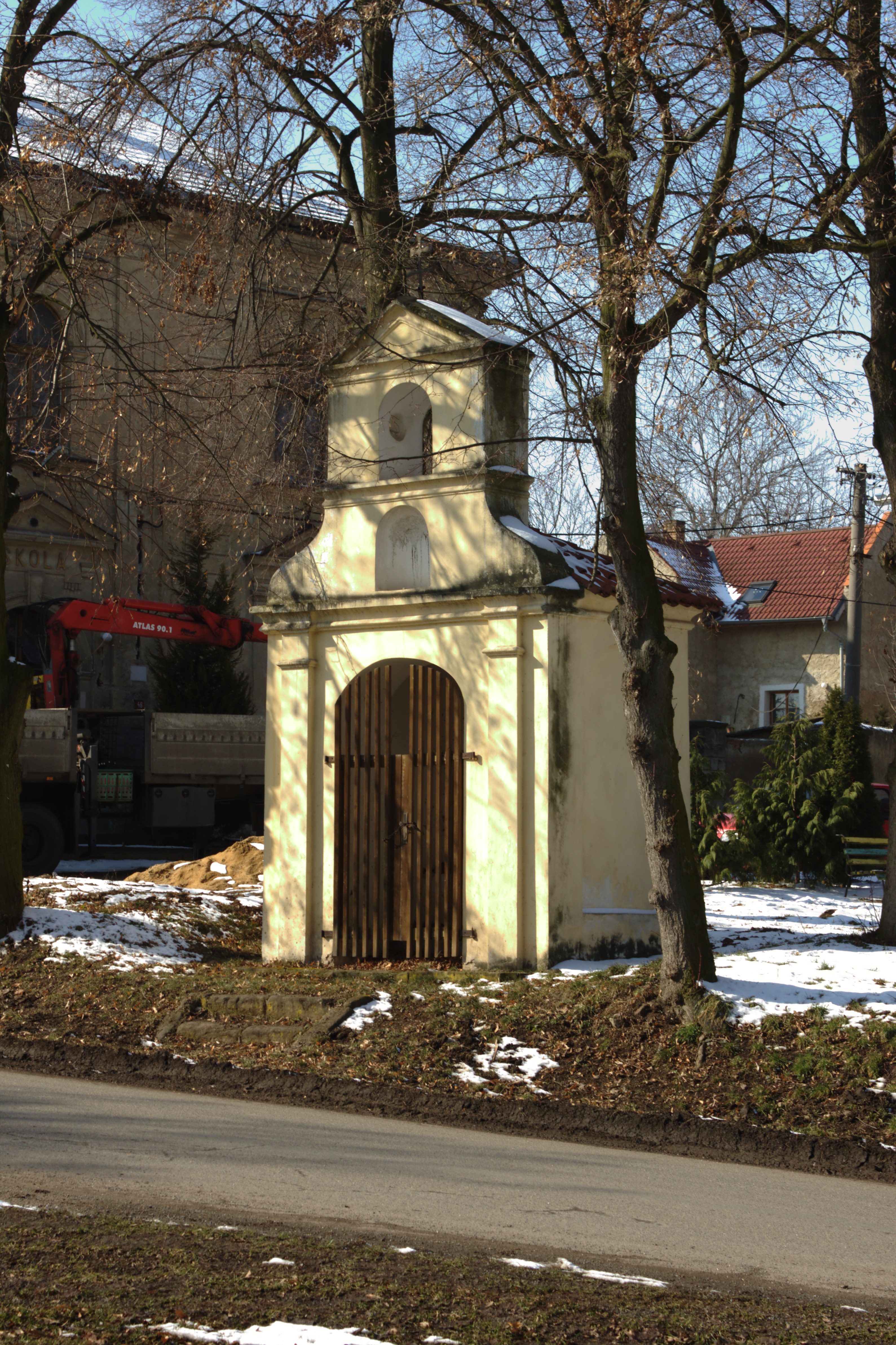
Kaplička
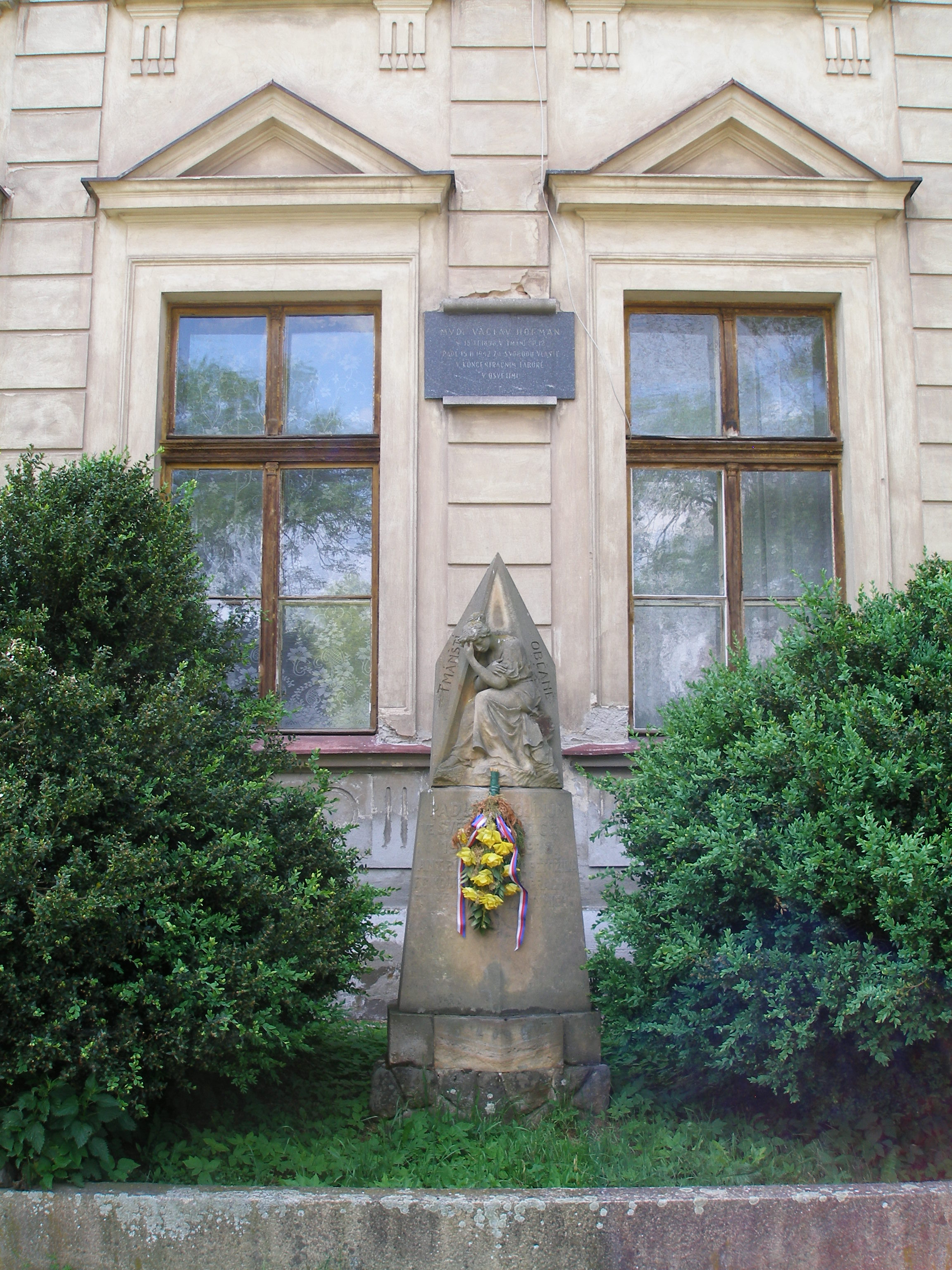
Pomník obětem válek
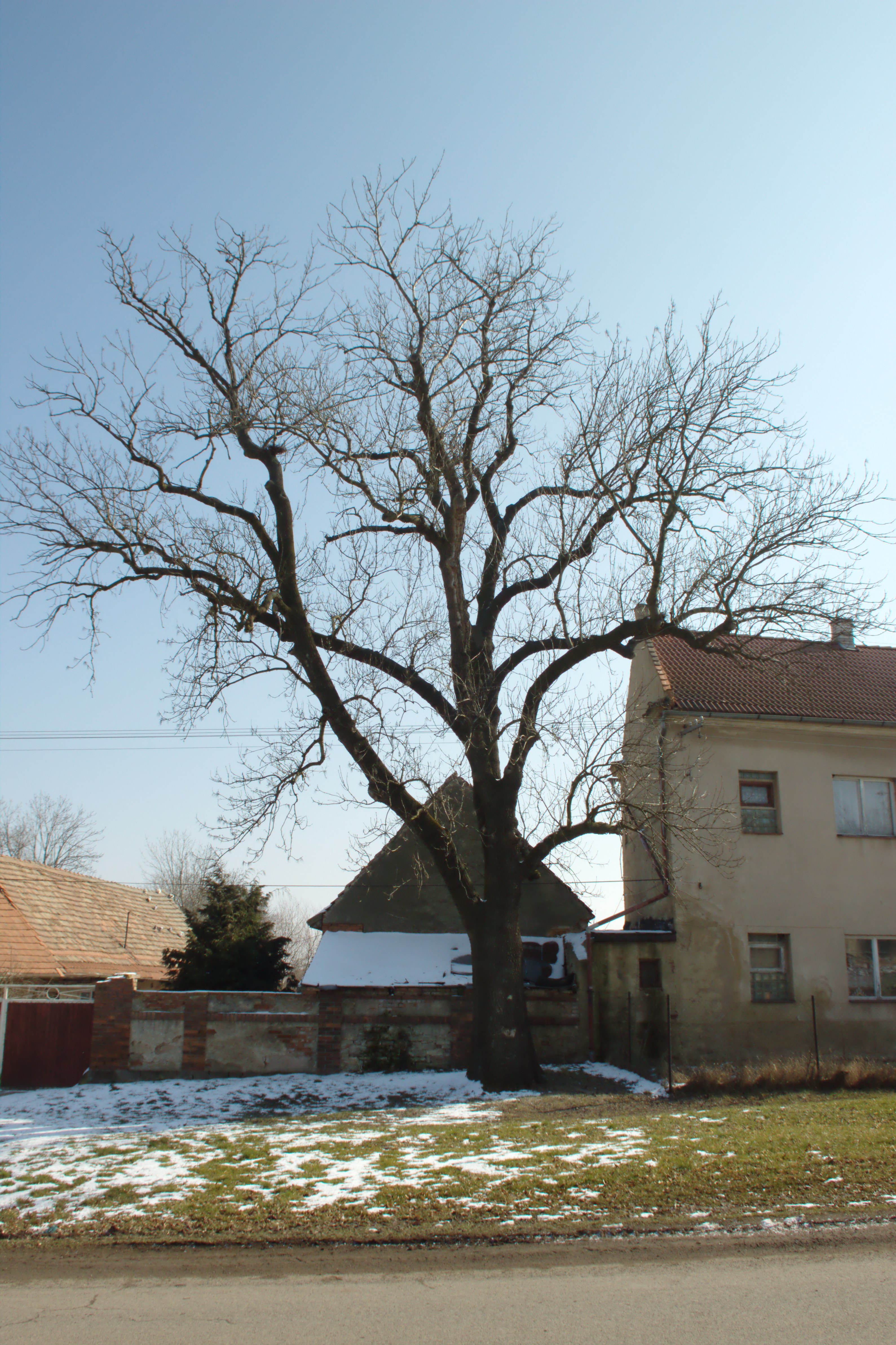
Jasan v Tmáni